# Débidibi
Débidibi é uma vila na comuna de Robbah, no distrito de Robbah, província de El Oued, Argélia. A vila está localizada 7 quilômetros (4,3 milhas) ao sul de Robbah e 17 quilômetros (11 milhas) ao sul da capital provincial El Oued.